# Comunità montana Montedonico-Tribucco
La Comunità montana Montedonico-Tribucco è stata una comunità montana della Campania. 
La comunità montana comprendeva i seguenti 8 comuni della provincia di Napoli:
- Carbonara di Nola;
- Casamarciano;
- Liveri;
- Palma Campania;
- Roccarainola;
- San Paolo Bel Sito:
- Tufino;
- Visciano.

## Modifiche e ridimensionamenti
Con la finanziaria del 2007, il governo Prodi ha abolito alcune comunità montane e la Comunità Montana Montedonico-Tribucco è stata accorpata a quella del Partenio, dando vita alla Comunità montana Partenio - Vallo di Lauro. Secondo le nuove norme i comuni il cui territorio sia per più del 50% in pianura o che degradi verso il mare non possono far parte di comunità montane. I comuni esclusi da tali criteri sono: Carbonara di Nola, Casamarciano, Liveri, Palma Campania, San Paolo Bel Sito, Tufino.